# Жозеф-Луи Лагранж
Жозеф Луи Лагранж (на френски: Joseph Louis Lagrange) или още Джузепе Лодовико Лагранджиа (на италиански: Giuseppe Lodovico Lagrangia) е италианско-френски математик, физик, астроном, известен с трудовете си в областта на математическия анализ, диференциалната геометрия и аналитичната механика.

## Биография
Лагранж е роден в Торино и получава висшето си образование в тамошното артилерийско училище. Още преди да го завърши, започва да преподава математика там. Под влияние на книгата на Едмънд Халей „За преимуществото на аналитичния метод“ Лагранж започва да прави изследвания в областта на математическия анализ. През 1754 г. организира другите преподаватели в школата в малко научно дружество, което по-късно се превръща в Торинска академия на науките. Всички статии, които излизали в списанието на дружеството, били на Лагранж и учениците му. Особен интерес представлява мемоарът „За разпространението на звука“ от 1759 г. Преди него над проблема работят Исак Нютон, Брук Тейлър, Леонард Ойлер, Жан Даламбер, Йохан Бернули, но едва Лагранж намира правилното решение. Признание му спечелва и ръкописът „Способи за намирането на най-големите и най-малките величини на интегралите“. Когато Ойлер се запознава с текста, веднага оценява предимството му пред неговите собствени методи и препоръчва 23-годишния младеж за член на Берлинската академия на науките, която и оглавява по-късно в периода 1766 – 1787 г.
Съвместният труд на Лагранж и Ойлер „Методи за намиране на криви със свойството максимум и минимум“ (1774) поставя основите на сравнително нов дял на математиката, започнат от братята Бернули – вариационното смятане.
В периода, когато ръководи Берлинската академия, Лагранж получава значими резултати в областта на диофантовия анализ, теорията на алгебричните уравнения, аналитичната и небесната механика, интегрирането на частни диференциални уравнения, сферичната астрономия, картографията.
През 1787 г. Лагранж се установява в Париж. През тази година е публикуван и трудът му „Аналитична механика“ („Mécanique analytique“), в който той обобщава постиженията в анализа през изтичащото столетие и излага класическата аналитична механика като учение за представянето на движението на произволна материална система чрез системи диференциални уравнения.
През 1792 г. Лагранж заедно с Гаспар Монж и Пиер-Симон Лаплас са поканени за членове на Международното бюро за мерки и теглилки. По това време чете и лекции по математика в Екол Нормал и Екол Политекник, като курсовете му там са издадени като учебници: „Теория на аналитичните функции“ (1797) и „Лекции по изчисляване на функции“ (1801 – 1806). През 1798 г. излиза неговият „Трактат за решаване на числени уравнения от всички степени“. Общо съчиненията на Лагранж по математика, астрономия и механика съставят 14 тома.
Други трудове на Лагранж са: „За лунната либрация“ (1764), „За теорията за спътниците на Юпитер“ (1766).

## Приноси
Накратко резултатите на Лагранж могат да се обобщят в следните посоки.

### Математически анализ
- формула за остатъчния член на реда на Тейлър
- теорема на Лагранж за средната стойност
- формула за крайните нараствания
- интерполационна формула
- метод на множителите за решаване на задачи с търсене на условни екстремуми

### Диференциални уравнения
- теория на особените решения
- метод за вариране на произволните константи

### Вариационно смятане
- решава изопериметричната задача
- допринася с открития върху тавтохроната

### Алгебра
- теория на уравненията, която се обобщава до теорията на Галоа
- метод за приближено смятане на корените на алгебрични уравнения с помощта на верижни дроби
- метод за отделяне на корените на алгебрични уравнения
- разлагане на корените в ред на Лагранж

### Теория на числата
- метод за решаване на неопределени уравнения от втора степен с две неизвестни

### Механика
- полага основите на аналитичната механика
- задача за трите тела